# 베르너 크루셰
베르너 크루셰(독일어: Werner Krusche, 1917년 11월 28일 ~ 2009년 7월 24일)는 독일 개신교 신학자이자 목사이다.
1917년 라우터에서 지역교회 목사의 둘째 아들로 태어났다. 그가 태어난 후 1년 후에 어머니가 세상을 떠났기 때문에 형 테오도어와 함께 삼촌 집에서 초등학교를 다녔다. 고등학교 졸업 후에 제2차 세계 대전 중 독일군에 징집되어 참전했고, 1942년 소련 전선에서 부상당했다. 1943년 라이프치히 대학교에서 신학 공부를 시작할 수 있었으나 전쟁 말기에 영국군의 포로로 잡혔다. 종전 후 석방되어 베텔 신학대학교, 하이델베르크 대학교, 괴팅겐 대학교, 바젤 대학교에서 수학했다. 1949년 첫 시험에 통과한 후에 1954년까지 하이델베르크 대학교에서 에드문트 실링크의 연구 조교를 지냈다. 1953년 하이델베르크 대학교에서 신학 박사 학위를 받았다. 1966년에서 1968년까지 그는 라이프치히의 신학교(Theologische Seminar)의 조직신학 대학강사(Dozent)로 활동했다. 이후 1976년부터 1979년까지 동독 지역의 개신교 교회연합(Evangelischen Kirche der Union) 회장으로 활동했다. 그의 동독 사회 속의 교회를 위한 활동은 무신론이 팽배한 동독 정치권에서 눈엣가시처럼 여겼다. 
1977년 스위스 바젤 대학 신학부에서 명예박사 학위를 받았고, 1988년에는 독일 할레 대학에서 명예박사 학위를 받았다. 저서로는 장 칼뱅의 성령론에 대한 저서와 서독의 대통령이었던 리하르트 폰 바이츠제커가 서문을 쓴 《난 다시는 바이올린을 켜지 않을 것이야 -추억》(Ich werde nie mehr Geige spielen konnen. Erinnerungen, 2007)이 있다.
2009년 91세의 나이로 마그데부르크에서 사망했다.

## 참고 문헌
- 베르너 크루쉐, <칼빈의 성령론>, 정일권 역 (고신대학교개혁주의학술원: 2017)
- Thomas Krüger, Carola Wolf, Udo Hahn (Hrsg.): Wer ist wo in der evangelischen Kirche? Personen und Funktionen, Frankfurt am Main, 1999
- Werner Krusche: Ich werde nie mehr Geige spielen können. Erinnerungen. Vorwort: Richard von Weizsäcker. Stuttgart: Radius-Verlag, 2007; ISBN 3871733768
- 틀:WWW-DDR
- Hartmut Felsberg: Krusche, Werner. In: Biographisch-Bibliographisches Kirchenlexikon (BBKL). Band 32, Nordhausen 2011, ISBN 978-3-88309-615-5, Sp. 838–845.